# Sự kiện UFO Mantell

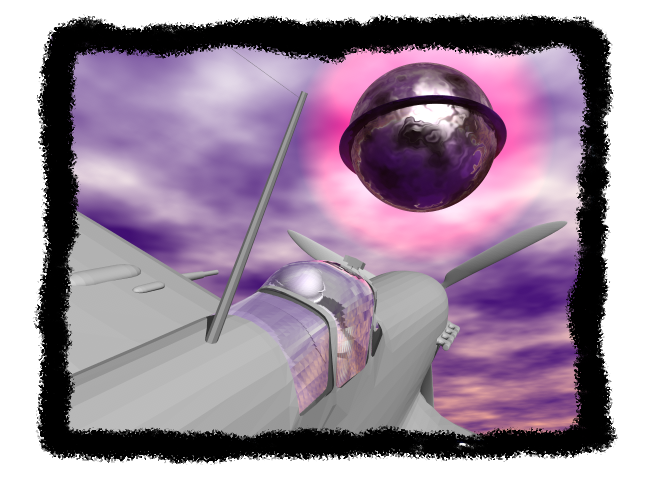
Bản vẽ của họa sĩ dựng lại vụ truy đuổi UFO của Thomas Mantel.

Sự kiện UFO Mantell là trường hợp chứng kiến UFO của viên phi công người Mỹ Đại úy Thomas F. Mantell thuộc đội Không quân Vệ binh Quốc gia Kentucky, trước khi thiệt mạng trong vụ rơi máy bay chiến đấu P-51 Mustang của anh ta gần Franklin, Kentucky, sau khi được cử đi theo đuổi một vật thể bay không xác định (UFO). Sự kiện này là một trong những biến cố UFO ban đầu được công bố rộng rãi nhất trong lịch sử nghiên cứu UFO.
Cuộc điều tra sau đó của Dự án Blue Book của Không quân Mỹ chỉ ra rằng Mantell có thể đã chết khi đuổi theo một chiếc khinh khí cầu Skyhook, vào năm 1948, đây là một dự án tuyệt mật mà anh ta không hề hay biết. Năm 1956, Đại úy Không quân Edward J. Ruppelt (người đứng đầu Dự án Blue Book) đã viết rằng vụ tai nạn Mantell là một trong ba trường hợp UFO "kinh điển" vào năm 1948 sẽ giúp xác định hiện tượng UFO trong tâm trí công chúng và sẽ giúp thuyết phục một số chuyên gia tình báo của Không quân rằng UFO là một hiện tượng vật lý "có thật". Hai vụ nhìn thấy "kinh điển" khác của Ruppelt trong năm 1948 là vụ Chiles–Whitted chạm trán UFO và trận không chiến Gorman.
Nhà sử học David M. Jacobs cho rằng trường hợp Mantell đánh dấu sự thay đổi mạnh mẽ trong nhận thức của cả công chúng và chính phủ về UFO. Trước đây, báo chí thường đối xử với các báo cáo về UFO với thái độ kỳ quái hoặc hào nhoáng dành cho “tin mùa ngớ ngẩn”. Tuy nhiên, sau cái chết của Mantell, Jacobs lưu ý "thực tế là một người đã chết trong cuộc chạm trán với một đĩa bay được cho là đã làm gia tăng đáng kể mối quan tâm của công chúng về hiện tượng này. Giờ đây, một triển vọng mới đầy ấn tượng đã bắt đầu suy nghĩ về UFO: chúng có thể không chỉ là có nguồn gốc ngoài Trái Đất mà còn có khả năng thù địch cũng vậy".

## Diễn biến
Ngày 7 tháng 1 năm 1948, Sân bay Quân đội Godman tại Fort Knox, Kentucky, nhận được báo cáo từ Đội tuần tra Xa lộ Kentucky về một vật thể bay bất thường gần Madisonville. Báo cáo về một vật thể hình tròn hướng về phía tây, đường kính 250–300 foot (80–90 m), nhận được từ Owensboro và Irvington. Vào khoảng 1 giờ 45 chiều, Trung sĩ Quinton Blackwell nhìn thấy một vật thể từ vị trí của anh ta trong tháp điều khiển ở Fort Knox. Hai nhân chứng khác trong tòa tháp cũng báo cáo về một vật thể màu trắng ở phía xa. Đại tá Guy Hix, chỉ huy căn cứ, đã báo cáo về một vật thể mà ông mô tả là "rất trắng" và "có kích thước bằng một phần tư của trăng tròn... Qua ống nhòm, nó dường như có một đường viền màu đỏ ở phía dưới... Nó vẫn đứng yên, có vẻ như trong suốt một tiếng rưỡi". Các nhà quan sát tại Sân bay Quân đội Quận Clinton ở Ohio mô tả vật thể này "có hình dạng của một hình nón màu đỏ rực kéo theo một làn sương mù màu xanh lá cây dạng khí" và ngắm nhìn vật thể trong khoảng 35 phút. Một quan sát viên khác tại Sân bay Quân đội Lockbourne ở Ohio lưu ý, "Ngay trước khi rời đi, nó đã đến rất gần mặt đất, giữ nguyên trong khoảng 10 giây, sau đó vọt lên với tốc độ rất nhanh trở lại độ cao ban đầu, 10.000 feet, chững lại và biến mất vào hướng 120 độ u ám. Tốc độ của nó lớn hơn 500 mph (800 km/h) khi bay ngang."
Bốn chiếc F-51D Mustang thuộc Toán C, Phi đội Tiêm kích số 165 Không quân Vệ binh Quốc gia Kentucky—một chiếc do Đại úy Thomas F. Mantell lái—đã ở trên không và được yêu cầu tiếp cận vật thể. Blackwell đã liên lạc vô tuyến với các phi công trong suốt sự kiện. Chiếc Mustang của một phi công sắp hết nhiên liệu và anh ta nhanh chóng quay trở lại căn cứ. Hai phi công khác đi cùng Mantell trong quá trình truy đuổi vật thể này. Sau đó, họ trình báo rằng họ đã nhìn thấy một vật thể nhưng mô tả nó quá nhỏ và không rõ ràng nên họ không thể xác định được. Mantell phớt lờ đề xuất rằng các phi công nên cân bằng độ cao của họ và cố gắng nhìn rõ vật thể hơn nữa. Ruppelt lưu ý rằng có một số bất đồng giữa các kiểm soát viên không lưu về lời nói của Mantell khi anh đang liên lạc với tòa tháp: một số nguồn tin cho biết chính Mantell đã mô tả một vật thể "[trông như] làm bằng kim loại và có kích thước khủng khiếp," nhưng theo Ruppelt, những người khác tranh cãi rằng liệu Mantell có thực sự nói ra điều này hay không.
Chỉ có một trong những viên phi công yểm trợ của Mantell, Trung úy Albert Clements, có mặt nạ dưỡng khí, và lượng oxy của anh ta thiếu hụt. Clements và phi công thứ ba, Trung úy Hammond, đã dừng cuộc truy đuổi của họ ở độ cao 22.500 foot (6.900 m). Tuy nhiên, Mantell vẫn tiếp tục bay lên cao. Theo Không quân Mỹ, khi Mantell vượt qua 25.000 foot (7.600 m) anh ta bị hoa mắt vì thiếu oxy và máy bay của anh ta bắt đầu quay ngược lại mặt đất theo hình xoắn ốc. Một nhân chứng sau đó đã kể lại chiếc Mustang của Mantell trong một cuộc xuống dốc vòng quanh. Máy bay của anh ta bị rơi tại một trang trại ở phía nam Franklin, trên biên giới của Kentucky với Tennessee. Lính cứu hỏa đã tới kéo xác Mantell ra khỏi đống đổ nát. Dây đai an toàn của anh ta bị đứt và đồng hồ đeo tay của anh ta đã dừng lúc 3 giờ 18 phút chiều, thời điểm anh ta gặp nạn. Trong khi đó, đến 3 giờ 50 phút chiều các nhà quan sát tại Sân bay Quân đội Godman không còn nhìn thấy chiếc UFO nào nữa.
Sự kiện Mantell đã được các tờ báo trên toàn quốc đưa tin và nhận được sự quan tâm của giới báo chí. Một số tin đồn giật gân cũng được lan truyền về vụ tai nạn này. Theo nhà sử học về UFO Curtis Peebles, trong số các tin đồn có những tuyên bố rằng "đĩa bay chính là tên lửa của Liên Xô; đó là phi thuyền của [người ngoài hành tinh] đã bắn hạ [máy bay chiến đấu của Mantell] khi nó đến quá gần; thi thể của Đại úy Mantell được tìm thấy đầy vết đạn; thi thể mất tích; máy bay hoàn toàn tan rã trong không trung; [và] mảnh vỡ này là chất phóng xạ". Tuy nhiên, không có bằng chứng nào từng xuất hiện để chứng minh bất kỳ tuyên bố nào trong số này và cuộc điều tra của Không quân đã bác bỏ cụ thể một số tuyên bố, chẳng hạn như mảnh vỡ được cho là bị nhiễm phóng xạ. Ruppelt viết rằng, "Tôi thường hay nghe rất nhiều đồn đoán hoang đường về tình trạng của chiếc F-51 bị rơi của Mantell, vì vậy tôi đã lấy một bản sao của báo cáo vụ tai nạn. [Nó] nói rằng...thi thể của Mantell không bị cháy, không bị phân hủy, và không đầy lỗ đạn; xác máy bay không có chất phóng xạ, cũng không bị nhiễm từ". Mantell là thành viên đầu tiên của Không quân Vệ binh Quốc gia Kentucky thiệt mạng trong chuyến bay. Theo John Trowbridge, nhà sử học của Đội Vệ binh Quốc gia Kentucky, "Có một X-Files thực sự cũng xoay quanh vấn đề này. Mantell sống gần như toàn bộ đời mình tại Louisville, nhưng anh sinh ra tại một bệnh viện ở Franklin, chỉ cách nơi anh ta thiệt mạng một vài dặm".

## Giải thích

### Hình ảnh Sao Kim

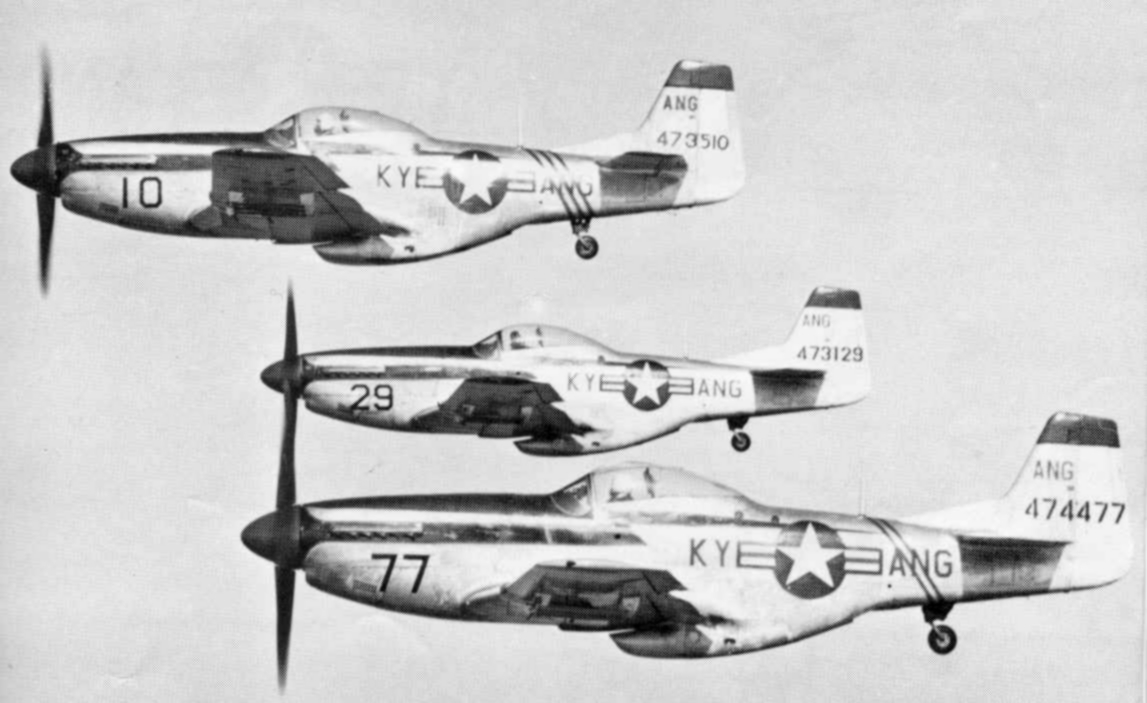
Ba chiếc F-51D Mustang của Phi đội Tiêm kích 165 Hoa Kỳ, đơn vị mà Mantell đang phục vụ

Vụ tai nạn Mantell được Dự án Sign điều tra, nhóm nghiên cứu Không quân đầu tiên được giao nhiệm vụ điều tra các báo cáo về UFO. Một nhà văn lưu ý rằng, "Những người trong Dự án Sign đã mau chóng bắt tay vào sự kiện Mantell. Xem xét một loạt các truy vấn từ báo chí ngay sau khi họ nghe tin về vụ tai nạn, họ nhận ra rằng họ phải có câu trả lời nhanh chóng. Sao Kim đã là mục tiêu của một cuộc rượt đuổi bởi một chiếc F-51 của Không quân vài tuần trước và có những điểm tương đồng giữa lần nhìn thấy này và sự kiện Mantell. Vì vậy...từ 'Sao Kim' chợt nảy ra. Mantell đã không may thiệt mạng khi cố gắng tiếp cận hành tinh Sao Kim." Một thiếu tá Không quân được một số phóng viên phỏng vấn sau vụ tai nạn của Mantell "đã thẳng thừng tuyên bố rằng đó là Sao Kim".
Năm 1952, Đại úy Không quân Mỹ Edward Ruppelt, người giám sát Dự án Blue Book, kế nhiệm Dự án Sign, được lệnh điều tra lại sự kiện Mantell. Ruppelt đã nói chuyện với Tiến sĩ J. Allen Hynek, một nhà thiên văn học tại Đại học Tiểu bang Ohio và cố vấn khoa học cho Dự án Sign và Dự án Blue Book. Hynek từng cung cấp cho Dự án Sign lời giải thích về Sao Kim vào năm 1948, chủ yếu là vì Sao Kim đã ở cùng một vị trí trên bầu trời mà UFO của Mantell được quan sát thấy rõ. Tuy nhiên, vào năm 1952, Tiến sĩ Hynek đã kết luận rằng lời giải thích về Sao Kim là không chính xác, bởi vì "Sao Kim không đủ sáng" để có thể được Mantell và các nhân chứng khác nhìn thấy, và bởi vì một đám mây mù đáng kể hiện diện có thể che khuất hành tinh này hơn nữa trên bầu trời. Ruppelt cũng lưu ý tuyên bố của Tiến sĩ Hynek rằng Sao Kim, ngay cả khi có thể nhìn thấy, sẽ là "điểm chính xác của ánh sáng", nhưng mô tả của người chứng kiến "rõ ràng chỉ ra một vật thể lớn. Không mô tả nào trong số mô tả nêu trên thậm chí có thể được gọi là điểm chính xác của ánh sáng."

### Khinh khí cầu Skyhook
Từ chối lời giải thích về Sao Kim, Ruppelt bắt đầu nghiên cứu những lời giải thích khác cho biến cố Mantell. Ông đặc biệt quan tâm đến một gợi ý của Tiến sĩ Hynek rằng Mantell có thể đã nhận dạng nhầm một khinh khí cầu thời tiết Skyhook của Hải quân Mỹ. Tại Madisonville "vật thể được một người quan sát nhìn thấy qua kính thiên văn [và] được xác định là khinh khí cầu." Ngoài ra, từ 4 giờ 30 phút đến 4 giờ 45 phút buổi chiều, một nhà thiên văn học tại Đại học Vanderbilt "đã quan sát một vật thể trên bầu trời...quan sát qua ống nhòm, anh ta nói rằng đó là một loại bóng bay hình quả lê có gắn dây cáp và một cái giỏ."
Tuy nhiên, những người khác lại phản bác ý kiến này, lưu ý rằng không có khinh khí cầu Skyhook cụ thể nào có thể được xác định chính xác là đang ở trong khu vực được đề cập trong quá trình truy đuổi của Mantell. Bất chấp sự phản đối này, Ruppelt cho rằng lời giải thích Skyhook là hợp lý: những quả bóng bay này vốn là một dự án bí mật của Hải quân vào thời điểm xảy ra vụ tai nạn, được làm bằng nhôm phản chiếu và có đường kính khoảng 100 foot (30 m), phù hợp với mô tả của UFO có kích thước lớn, làm bằng kim loại và hình nón. Vì khinh khí cầu Skyhook mang tính bí mật vào thời điểm đó, nên cả Mantell và các quan sát viên khác trong tháp điều khiển không lưu đều không thể xác định được UFO là Skyhook. Nhưng điều này chưa bao giờ được chứng minh, như Ruppelt đã viết:
Ở đâu đó trong kho lưu trữ của bên Không quân hoặc Hải quân có những bộ hồ sơ cho thấy có hay không một quả khinh khí cầu được phóng từ Căn cứ Không quân Quận Clinton, Ohio, vào ngày 7 tháng 1 năm 1948. Tôi không bao giờ có thể tìm ra những hồ sơ này. Những người đang làm việc với các dự án skyhook ban đầu "nhớ" hoạt động ngoài Căn cứ Không quân Quận Clinton vào năm 1947 nhưng từ chối bị buộc xuống chuyến bay ngày 7 tháng Giêng. Có thể, họ nói. Sự kiện Mantell trông giống trò chơi ghép hình UFO cũ kĩ.

## Ảnh hưởng văn hóa
Sự kiện Mantell là một trong những biến cố UFO sớm nhất thu hút sự chú ý rộng rãi của công chúng. Nó được coi là một trong những sự kiện UFO "kinh điển" từ cuối thập niên 1940.
Sự kiện Mantell được giới thiệu trong bộ phim nửa tài liệu Unidentified Flying Objects: The True Story of Flying Saucers. Bộ phim đã giúp thúc đẩy sự quan tâm của công chúng đối với UFO và suy đoán rằng UFO có nguồn gốc ngoài Trái đất. Vụ việc cũng được đưa vào bộ phim năm 1975 của hãng Toei Animation nhan đề Kore ga UFO da! Soratobu Enban(これがＵＦＯだ！ 空飛ぶ円盤), mặc dù có một số điểm không chính xác—ví dụ, UFO hiện diện dưới dạng đĩa chứ không phải hình nón.
Sự kiện Mantell đã truyền cảm hứng cho bộ phim kaiju năm 1956 mang tên Rodan.